# Lista de episódios de Sekai-Ichi Hatsukoi
Esta é a lista de episódios de Sekai-ichi Hatsukoi. A primeira temporada foi exibida entre abril de 2011 até junho de 2011. A segunda temporada foi exibida de outubro a dezembro de 2011.
| #    | Primeira temporada                                                     | Estreia                |
| ---- | ---------------------------------------------------------------------- | ---------------------- |
| 00   | "Exclusivo OVA DVD"                                                    | 22 de março de 2011    |
| 01   | "As primeiras impressões são as mais duradouras."                      | 08 de abril de 2011    |
| 02   | "Um homem tem livre arbítrio para começar a amar, mas não para parar." | 15 de abril de 2011    |
| 03   | "No amor não é tanta velhice e discrição."                             | 22 de abril de 2011    |
| 04   | "A adversidade faz o homem sábio."                                     | 29 de abril de 2011    |
| 05   | "O amor é ilegal."                                                     | 06 de maio de 2011     |
| 06   | "Vá para o mar, se você pescar bem."                                   | 13 de maio de 2011     |
| 07   | "Sombras aparecerão nos próximos acontecimentos."                      | 20 de maio de 2011     |
| 08   | "Olhares gera amor."                                                   | 27 de maio de 2011     |
| 09   | "A sorte está lançada."                                                | 03 de junho de 2011    |
| 10   | "A ausência faz o coração ficar afeiçoado."                            | 10 de junho de 2011    |
| 11   | "Desgraça nunca vem só."                                               | 17 de junho de 2011    |
| 12   | "Depois da tempestade, vem a calmaria."                                | 25 de junho de 2011    |
| 12.5 | "O caso de Chiaki Yoshino"                                             | 27 de setembro de 2011 |

| #  | Segunda temporada                                                | Estreia                |
| -- | ---------------------------------------------------------------- | ---------------------- |
| 01 | "Um bom começo, faz um bom final"                                | 07 de outubro de 2011  |
| 02 | "Não se pode amar e ser sábio"                                   | 14 de outubro de 2011  |
| 03 | "Amor remanescente, erros se procriam."                          | 21 de outubro de 2011  |
| 04 | "Demorar demais no amor, é perigoso."                            | 28 de outubro de 2011  |
| 05 | "Se seguir o amor, ele fugirá. E se você fugir, ele te seguirá." | 4 de novembro de 2011  |
| 06 | "O amor é sem razão."                                            | 11 de novembro de 2011 |
| 07 | "Ações falam mais alto que palavras."                            | 18 de novembro de 2011 |
| 08 | "Amor e ciúmes transformam um homem."                            | 25 de novembro de 2011 |
| 09 | "O amor é cego."                                                 | 2 de dezembro de 2011  |
| 10 | "O amor nunca supera o medo."                                    | 9 de dezembro de 2011  |
| 11 | "O amor faz o mundo girar."                                      | 16 de dezembro de 2011 |
| 12 | "Final"                                                          | 23 de dezembro de 2011 |